# 佐和田温泉
佐和田温泉（さわたおんせん）は、新潟県佐渡市窪田にある温泉。佐渡島内でも珍しいモール泉が湧出している。

## 泉質
- ナトリウム-炭酸水素塩・塩化物冷鉱泉（低張性弱アルカリ性冷鉱泉、モール泉）
  - 泉温　21℃
  - 源泉温度が低いため、加温・循環濾過方式である。

## 温泉地
佐和田（河原田）の中心市街から西に1-2 km離れた真野湾の目の前に、一軒宿の「旅館入海」が存在する。
網元が運営している事から、料理は海の幸を使った食材を提供している。

## 歴史
一軒宿の創業者、須田嘉四郎は弘法大師の信者であった。嘉四郎は、1970年（昭和45年）に温泉掘削を行ったが、途中で断念しようとしていた。
悩みの末に弘法大師に助けを求めると、もう少し掘り続けると七色に輝く湯が湧くとお告げを授けたところ、現在の温泉の湯脈を見つけ、見つけた際は15mも吹き上げたとされる。

## アクセス
- 新潟交通佐渡 本線・七浦海岸線ほか「窪田」バス停より徒歩約3分[1]。
- 両津港から国道350号経由、車で30分。